# Isam Szaraf
Isam Abd al-Aziz Szaraf, Essam Abdelaziz Szaraf (arab. عصام عبد العزيز شرف, wym. [ʕeˈsˤɑːm ʕæbdelʕæˈziːz ʃɑɾˤɑf]; ur. 12 lipca 1952) – egipski inżynier, polityk, minister transportu w latach 2004–2006, premier Egiptu od 3 marca do 7 grudnia 2011.
21 listopada 2011 w wyniku listopadowych zamieszek jego rząd podał się do dymisji. Rządząca Egiptem Najwyższa Rada Sił Zbrojnych przyjęła dymisję następnego dnia. 24 listopada 2011 nowym szefem rządu wyznaczyła Kamala Ganzuriego. Zmiana na stanowisku premiera nastąpiła pod wpływem nowej fali protestów społecznych po egipskiej rewolucji, do których doszło z powodu niezadowolenia części obywateli z tempa i zakresu zmian. Protestujący domagali się przekazania władzy w ręce cywilne oraz przeprowadzenia wyborów prezydenckich w możliwie jak najwcześniejszym terminie. 7 grudnia 2011 rząd Ganzuriego został zaprzysiężony.